# Calophyllum rufigemmatum
Calophyllum rufigemmatum är en tvåhjärtbladig växtart som beskrevs av Henderson, Amp; Wyatt-smith och P.F. Stevens. Calophyllum rufigemmatum ingår i släktet Calophyllum och familjen Calophyllaceae. Inga underarter finns listade i Catalogue of Life.